# دوري باربادوس لكرة القدم
دوري باربادوس لكرة القدم هو الدوري الوطني لكرة القدم في باربادوس، البطل الحالي هو نادي بريتونز هيل.